# Ortalide de Colombie
Ortalis columbiana
Espèce
Statut de conservation UICN

 LC  : Préoccupation mineure
L'Ortalide de Colombie (Ortalis columbiana) est une espèce d'oiseaux de la famille des Cracidae. Elle était et est parfois encore considérée comme une sous-espèce de l'Ortalide maillée (O. guttata).

## Répartition
Cet oiseau est endémique de Colombie.